# Серпнева сесія ВАСГНІЛ (1948)
Серпнева сесія ВАСГНІЛ 1948 року (31 липня — 7 серпня 1948 р.) — розширене засідання Всесоюзної академії сільськогосподарських наук імені В. І. Леніна, організоване Т. Д. Лисенко і його прихильниками. Ключова подія у протистоянні «мічурінської агробіології» і класичної генетики.
Постанова, прийнята на сесії, мала негативні наслідки для нормального розвитку біологічних досліджень в СРСР — класична генетика була оголошена дискредитованою, а вчені, які займалися генетичними дослідженнями, були звільнені з освітніх і наукових установ або переведені на інші напрямки.

## Історія

### Попередні події

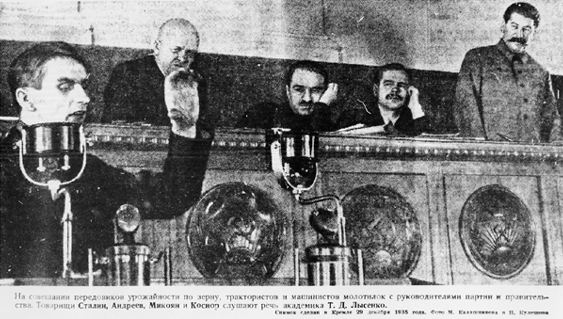
Виступ Т. Лисенка, 1935 р.

В кінці війни монопольні позиції лисенківської біології помітно похитнулися. Президентом АН СРСР став С. І. Вавілов, брат репресованого М. І. Вавілова. Почалася співпраця з «буржуазними» країнами антигітлерівської коаліції.
У квітні 1948 року становище Т. Д. Лисенка стало настільки хитким, що він написав листа Й. В. Сталіну, в якому зазначав, що йому «стало важко працювати» і буквально «опустилися руки» через звинувачення прихильників «метафізичного напряму в біології», які озвучував не хто інший, як начальник Відділу науки Управління пропаганди ЦК ВКП(б) Юрій Андрійович Жданов. Оскільки Сталін симпатизував Лисенку, в якості вирішення проблеми з критикою з боку генетиків, було вирішено провести сесію, на якій буде проголошено пріоритет «мічурінської агробіології» над генетикою.
Підготовка до сесії здійснювалося в обстановці повної секретності Т. Д. Лисенком і його прихильниками, які отримали пряме схвалення Й. В. Сталіна, незважаючи на спробу викриття лисенківців Ю. А. Ждановим, який курував у ЦК КПРС питання науки. Про підготовку сесії не було повідомлено ні президенту АН СРСР С. І. Вавілову, ні академіку-секретарю Відділення біології академії Л. А. Орбелі.
Багато з членів ВАСГНІЛ — супротивників Лисенка — не були сповіщені про майбутній захід. Для того, щоб забезпечити собі стійку більшість, Лисенко, в обхід загальноприйнятої практики обрання в академію, після особистого прийому у Сталіна підписав у нього список про затвердження академіками ВАСГНІЛ групи своїх прихильників, які не мали авторитетом у науковому середовищі.
15 липня 1948 року Рада Міністрів СРСР ухвалила ввести до складу ВАСГНІЛ 35 нових дійсних членів — академіків. 28 липня 1948 р. Газета «Правда» надрукувала список нових академіків, прихильників Лисенка, і повідомила: «Чергова липнева сесія, присвячена обговоренню доповіді академіка Т. Д. Лисенко на тему „Про стан в радянській біологічній науці“, відбудеться в кінці липня ц.р. в м. Москві».
Доповідь для сесії була складена Лисенком і його помічниками за прямою вказівкою згори до 23 липня 1948 р. і була надіслана на перегляд Сталіну. У початковому проекті доповіді широко використовувалися терміни «буржуазна генетика», «буржуазна наука», «антимарксистська біологія» тощо. Один із розділів доповіді (§ 2) отримав цікаву назву: «Основи буржуазної біології помилкові». На думку Лисенка, справжня, мічурінська генетика не може розвиватися при капіталізмі, «але там є інша — своя, буржуазна генетика...» Згідно Лисенку, буржуазна наука, яка обслуговує інтереси керівного класу, «неминуче включає в себе багато помилкових знань, що не відповідають об'єктивній дійсності... Це говорить про основне положення, якого ми ніколи не повинні забувати: будь-яка наука — класова». За твердженням Лисенка, буржуазна генетика і діалектико-матеріалістична мічурінська біологія «зіткнулися в непримиренній боротьбі», суперечності між ними є, в кінцевому рахунку, наслідком антагоністичних відносин ворожих класів.
Проте в ході поправки доповіді Сталіним первісна термінологія Лисенка була кардинальним чином змінена. Опозицію «буржуазна наука — діалектико-матеріалістична наука» було замінено протиставленням: «реакційна (ідеалістична) — прогресивна (матеріалістична, радянська) наука». Розділ «Основи буржуазної біології помилкові» був взагалі викреслений через неприйняття Сталіним положення про існування класових наук.
27 липня Т. Д. Лисенко був прийнятий в кабінеті Й. В. Сталіна, були присутні також Берія, Маленков, Мікоян, Булганін, Каганович.

### Проведення сесії

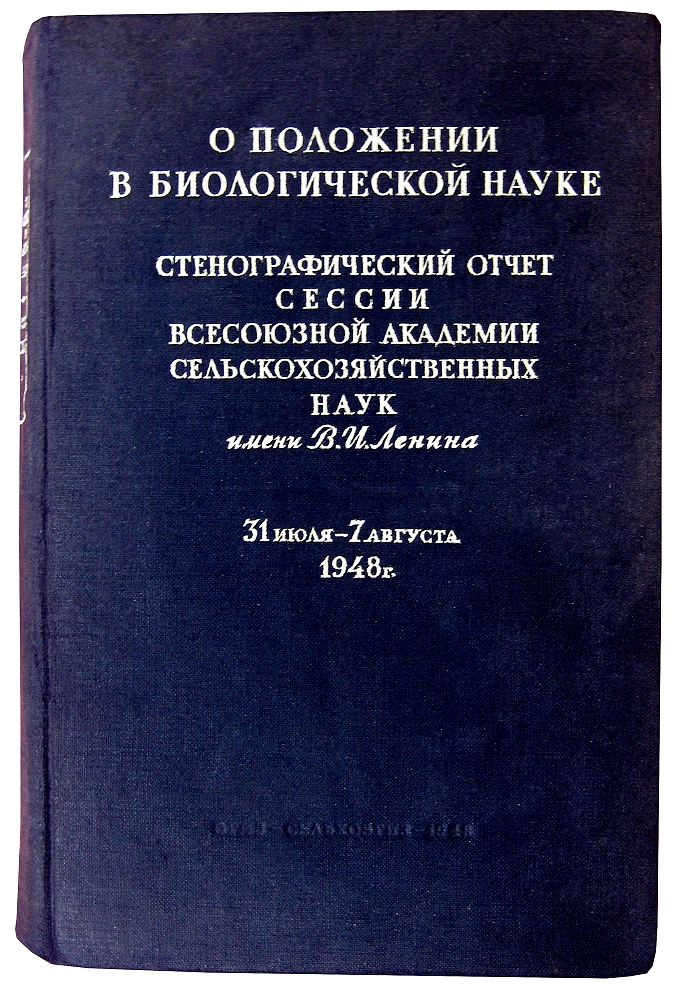
Стенографічний звіт сесії ВАСГНІЛ 1948 р.

Сесія ВАСГНІЛ відбулася з 31 липня по 7 серпня 1948 р. На сесії Лисенко зробив свою знамениту доповідь про генетику. У цій доповіді Лисенко підкреслює роль зовнішнього середовища, закликає до більшої практичної спрямованості селекційної роботи, критикує морганістів за захоплення фундаментальними дослідженнями на мушках-дрозофілах, підкреслює свою прихильність до Мічуріна. Крім того, для додачі авторитету своїм словами Лисенка натякає, що Й. В. Сталін прочитав і повністю схвалив його доповідь. В якості основних осіб, проти яких були спрямовані виступи Т. Д. Лисенко і його прихильників, були обрані І.І. Шмальгаузен — морфолог і еволюціоніст і генетики М. П. Дубінін і А. Р. Жебрак. 
Сесія завершилася повним розгромом генетики. Й. А. Рапопорт, який на сесії різко виступив на захист генетики як науки і став єдиним, хто відмовився прийняти рішення президії, був виключений з лав ВКП(б).
Матеріали сесії кожен день висвітлювалися радянської пресою. Ці матеріали у відповідній обробці пропонувалося вивчати на обов'язкових політзаняттях.

### Наслідки сесії
Після сесії ВАСГНІЛ 24–26 серпня 1948 р. відбулося розширене засідання президії Академії наук СРСР з питання про стан та завдання біологічної науки в інститутах і установах Академії наук СРСР, на якому було підтримано рішення сесії ВАСГНІЛ.
В газеті «Правда» генетик А. Р. Жебрак публікує лист-виправдання: «До тих пір, поки нашою партією визнавалися обидва напрямки радянської генетики, я наполегливо відстоював свої погляди, які за частковими питаннями розходилися з поглядами академіка Лисенка. Але тепер, після того, як мені стало ясно, що основні положення мічурінського напрямку радянської генетики схвалені ЦК ВКП(б), я, як член партії, не вважаю для себе можливим залишатися на тих позиціях, які визнані помилковими Центральним Комітетом нашої партії».
23 серпня 1948 р. міністр вищої освіти СРСР С. В. Кафтанов видає наказ № 1208 «Про стан викладання біологічних дисциплін в університетах і про заходи зі зміцнення біологічних факультетів кваліфікованими кадрами біологів-мічурінців». Згідно з цим наказом у вищих навчальних закладах створювалися комісії, які повинні були переглянути навчальні програми з усіх навчальних дисциплін, змінити тематику кандидатських робіт аспірантів тощо.

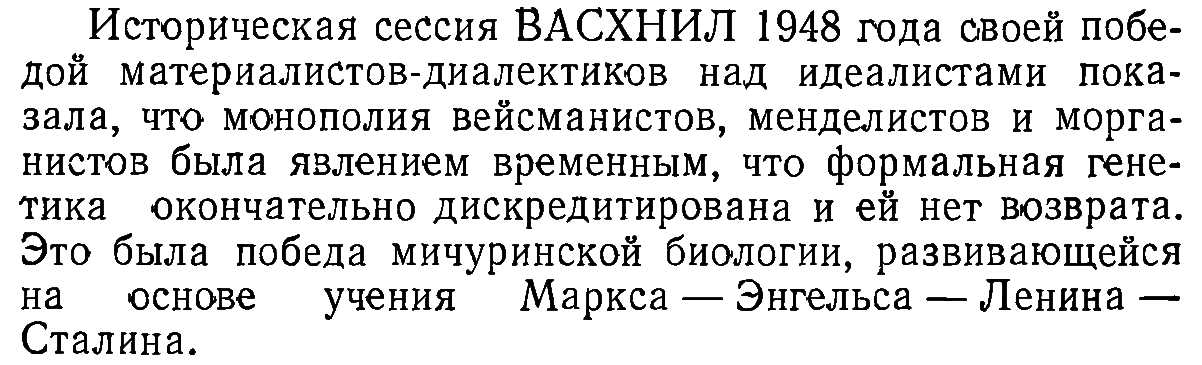
Цитата, що ілюструє кризу в радянській біології після сесії ВАСГНІЛ, Лепешинська, 1952

Повсюдно проводилися звільнення або переведення генетиків на інші напрямки. Число генетиків, що зазнали в цей час адміністративних гонінь, оцінюється в межах 300 осіб. Замість них набиралися прихильники Лисенка. Особливу увагу було звернуто на підготовку нових «мічурінських» кадрів біологів: у Московському та Ленінградському університетах було оголошено додаткові набори на біологічні факультети, викладацький склад був практично повністю змінений. «Основи дарвінізму» в обох університетах, не довіряючи нікому, читав найвірніший прихильник Лисенко І. І. Презент (який не мав біологічної освіти).
У Київському державному університеті з посад було звільнено завідувачів кафедри генетики й дарвінізму Сергія Гершензона і кафедри генетики і селекції рослин Миколу Гришка. Натомість була створена кафедра творчого дарвінізму, яку 1948—1949 років очолювала прибічниця Лисенка Ксенія Кострюкова. У 1949—1953 роках нею завідував спеціаліст з селекції сільськогосподарських тварин професор М. А. Кравченко. У 1953—1956 роках кафедру творчого дарвінізму очолював Самсон Митрофанович Бугай, а 1956 року вона була приєднана до кафедри експериментальної біології.
Після сесії ВАСГНІЛ 1948 р. в знак протесту проти переслідувань з Академії наук СРСР вийшло багато іноземних членів, наприклад, англійські фізіологи Дейл, Мюллер і деякі інші. Майже на двадцять років «менделізм» став лайливим словом. Своїм прапором лисенківці зробили ім'я скромного практика-садівника І. В. Мічуріна, який мало займався теорією і з інтересом ставився до робіт Менделя.
На додаток до серпневої сесії, на якій було розгромлено генетику, на березневій сесії АН СРСР 1950 під приводом розвитку наукової спадщини І. П. Павлова відбувся розгром фізіології і цитології.

## Список виступаючих
На сесії виступали:
- президент ВАСГНІЛ академік Т. Д. Лисенко
- академік Михайло Ольшанський
- академік Й. Г. Эйхфельд
- академік І. В. Якушкин[ru]
- С. І. Ісаєв[ru] — зав. кафедрою селекції плодових і овочевих культур Саратовського сільськогосподарського інституту
- академік Н. Г. Бєлєнький[ru]
- академік П. Н. Яковлєв[ru]
- Плесецький Петро Федорович — директор Українського науково-дослідного інституту плодівництва
- професор М. І. Нуждін[ru]
- член-кореспондент АН Вірменської РСР Н. М. Сисакян[ru]
- професор С. Г. Петров
- академік С. С. Перов[ru]
- академік В. П. Бушинський[ru]
- доктор біологічних наук Й. А. Рапопорт
- Г. А. Бабаджанян[ru] — директор Інституту генетики рослин Академії наук Вірменської РСР
- академік А. А. Авакян
- А. П. Водков[ru] — директор Московської селекційної станції
- професор З. Я. Белецький
- академік Є. І. Ушакова[ru] [7]
- Г. П. Високос — директор Сибірського науково-дослідного інституту зернового господарства
- доктор біологічних наук І. Є. Глущенко
- старший агроном Ростовського обласного управління сільського господарства І. І. Хорошилов,
- академік Д. О. Долгушин[ru]
- В. А. Шаумян — директор Державного племінного розсадника костромської породи великої рогатої худоби
- академік М. Б. Мітін[8]
- зам. міністра радгоспів СРСР Є. М. Чекменьов
- А. В. Пухальський [9] — заступник начальника Головного управління зернових і олійних культур Міністерства сільського господарства СРСР
- Ф. М. Зорін — зав. відділом селекції Сочінської дослідної станції субтропічних культур
- академік Л. К. Гребень
- В. С. Дмитрієв — начальник Управління планування сільського господарства Держплану СРСР
- професор К. Ю. Кострюкова
- академік С. Н. Муромцев[ru]
- академік Б. М. Завадовський
- Ф. А. Дворянкін
- Н. І. Фейгінсон[ru] — Мордовська державна селекційна станція
- А. В. Крилов — директор Інституту землеробства центрально-чорноземної смуги імені Докучаєва
- професор Б. А. Рубін[ru]
- П. К. Тетерев — Всесоюзний інститут рослинництва [10]
- академік В. М. Юдін[ru]
- академік П. П. Лук'яненко[ru]
- А. В. Михалевич — зам. редактора газети «Правда України»
- доцент С. І. Аліханян[ru]
- професор І. М. Поляков
- академік П. М. Жуковський[ru]
- професор А. Р. Жебрак[ru]
- професор М. В. Турбін[ru]
- академік І. І. Шмальгаузен
- кандидат сільськогосподарських наук І. М. Симонов
- академік С. Ф. Демидов[ru] [11]
- професор Д. А. Кисловський[ru]
- академік І. Ф. Василенко[ru]
- академік О. М. Костяков[ru]
- академік П. П. Лобанов
- академік В. С. Немчинов[ru][12]
- В. М. Столєтов — зам. директора інституту генетики Академії наук СРСР
- академік І. І. Презент.

## Цікаві факти
Ступінь напруження конфлікту між двома непримиренними таборами вчених демонструє викладена С. Е. Шнолем легенда про бійку між професорами В. А. Раппопортом і В. В. Презентом під час виступу останнього. Говорили про те, що Раппопорт кинув у Презента графин з водою. Однак слід зазначити, що згодом Раппопорт заперечував цей інцидент.